# Takashi Amano (football)
Takashi Amano (天野 貴史, Amano Takashi) est un footballeur japonais né le 13 avril 1986. Il évolue au poste de défenseur.